# Albert I Grimaldi
Albert I (ur. jako Albert Honoré Charles Grimaldi; ur. 13 listopada 1848 w Paryżu, zm. 26 czerwca 1922 w Paryżu) – 11. książę Monako od 10 września 1889 do 26 czerwca 1922, syn księcia Karola III Grimaldi i Antoinette de Merode.

## Dzieciństwo i młodość
Albert urodził się 13 listopada 1848 w Paryżu. Jego rodzicami byli Karol III Grimaldi, książę Monako i jego żona, Antoinette de Merode, hrabina Merode. Nie miał rodzeństwa. Jego dziadkowie ze strony ojca to Florestan I Grimaldi, książę Monako i Maria Gibert de Lametz, a ze strony matki Werner de Merode, hrabia Merode i Wiktoria de Spangen d'Uyternesse.
W latach młodości Albert służył w armii hiszpańskiej, ale podczas wojny francusko-pruskiej przyłączył się do wojsk francuskich i tam został odznaczony Legią Honorową V klasy. W wieku dwudziestu dwóch lat zaczął zgłębiać swoje zainteresowanie oceanografią. Studiował ten kierunek i po latach (w roku 1889) utworzył w Monako Instytut Oceanografii, złożony z akwarium, muzeum i biblioteki (obecnie Muzeum Oceanograficzne w Monako). Ponadto do jego zasług należy odkrycie terytorium zwanego Prince Alice Bank na Azorach w 1896 roku. Wkrótce książę otworzył w Paryżu Instytut Ludzkiej Paleontologii, który był odpowiedzialny za liczne wykopaliska archeologiczne. Jego dokonania naukowe stały się znane na całym świecie i w 1909 roku Brytyjska Akademia Nauki przyjęła go w poczet swoich członków.

## Małżeństwa i rodzina
21 września 1869 roku Albert, następca monakijskiego tronu, poślubił brytyjską arystokratkę, Marię Wiktorię Hamilton. Ślub miał miejsce w Marchais w podparyskiej posiadłości, należącej do rodu Grimaldich. Para spotkała się po raz pierwszy na miesiąc przed zaślubinami na balu zorganizowanym przez cesarza i cesarzową Francji; mariaż został zaplanowany przez babkę Alberta, Marię Gibert de Lametz.
Maria próbowała doprowadzić do małżeństwa Alberta z Marią Adelajdą Hanowerską, księżniczką Cambridge i księżną Teck, która była w pierwszej linii kuzynką królowej Wiktorii. Wkrótce, mimo interwencji samego cesarza Francji okazało się, że królowa Wiktoria nie życzyła sobie, by ktokolwiek z członków jej rodziny żenił się z przedstawicielem rodziny Grimaldich. Cesarz francuski zasugerował wówczas Marię Wiktorię Hamilton, córkę księcia Hamilton, mającą szkockie pochodzenie. Kobieta nie miała jednak królewskiej krwi; Marię Gibert przekonały jednak bogactwa jej rodziny i połączenia rodowe z najważniejszymi dworami europejskimi.
Maria Wiktoria Hamilton nie była szczęśliwa w roli księżnej Monako. Nie lubiła księstwa, wciąż była młoda. 12 lipca 1870 urodziła księciu syna i następcę tronu, Ludwika. Wkrótce jednak wyjechała z kraju do Niemiec, zabierając ze sobą chłopca. Albert uzyskał rozwód, a jego małżeństwo unieważniono w 1880 roku. Maria Wiktoria wyszła potem za węgierskiego hrabiego Tolna i miała jeszcze czworo dzieci. Ludwik zaś został zmuszony do powrotu do Monako, gdyż musiał wykonywać obowiązki następcy tronu.
30 października 1889 w Paryżu Albert poślubił Alicję Heine. Kobieta była wdową po księciu Richelieu, Marie Odet Armandzie Aimbale de la Chapelle i miała z tego małżeństwa syna Armanda. Młoda księżna doprowadziła do rozkwitu życia kulturalnego w Monako, współpracowała między innymi z wybitnym Rosjaninem Siergiejem Diagilewem. Od 1902 roku małżonkowie żyli w separacji, ale nigdy się nie rozwiedli.

## Książę Monako
Po śmierci Karola III Grimaldi, dnia 10 września 1889 Albert został nowym księciem Monako. W marcu 1910 roku wybuchły masowe protesty przeciwko jego władzy. Żądano przekształcenia państwa albo w monarchię absolutną, albo w republikę. Satysfakcji nie wzbudzała francuska dominacja w księstwie, a także ekonomia i polityka panującego władcy. Wzrastało bezrobocie, choć zabroniono obcokrajowcom pracować w miejscowych zakładach pracy. 5 stycznia 1911 Albert I uchwalił Konstytucję Monako, choć w ówczesnej sytuacji dokument miał niewiele znaczenie i został obalony wraz z wybuchem pierwszej wojny światowej.
Książę pozostał pacyfistą, tworząc Międzynarodowy Instytut Pokoju w Monako jako miejsce pokojowego rozwiązywania konfliktów. Został zaangażowany w działania wojenne, między innymi w konflikt z Wilhelmem II, cesarzem Niemiec. W jednym z przypadków napisał nawet osobisty list do cesarza, informując go o konsekwencjach jego działań. Dzięki działaniom księcia uratowano dwie francuskie miejscowości przed całkowitym zniszczeniem. Monako zadeklarowało w największej dotychczasowej wojnie w dziejach świata neutralność, ale i tak było zaangażowane w to poprzez użyczanie miejscowych szpitali, żołnierzy, wśród których znalazł się również jedyny syn księcia Alberta i następca tronu, Ludwik Grimaldi.
W 1920 roku Amerykańska Akademia Nauki nagrodziła księcia Alberta złotym medalem za jego osiągnięcia. W 1921 roku Explorers Club wyróżnił go honorowym członkostwem. Jego potomek, książę Rainier III Grimaldi ustanowił Medal imienia księcia Alberta I, przyznawany za zasługi w naukach fizycznych i chemicznych.
Albert posiadał kolekcję znaczków, którą potem przejął jego syn Ludwik. Ostatecznie trafiła ona do muzeum pocztowego, założonego w 1950 roku przez Rainiera III.
Książę zmarł 26 czerwca 1922 roku w Paryżu, a na tronie zasiadł jego jedyny syn jako Ludwik II.

## Odznaczenia
- Wielki Mistrz Orderu Świętego Karola (Monako)
- Krzyż Wielki Orderu Legii Honorowej (Francja)[1]
- Krzyż Wielki Orderu Świętego Olafa (Norwegia, 1875)
- Order Annuncjaty (Włochy)[1]
- Order Serafinów (Szwecja)[1]
- Order Orła Czarnego (Prusy)[1]